# Metastelma chiapense
Metastelma chiapense là một loài thực vật có hoa trong họ La bố ma. Loài này được A. Gray mô tả khoa học đầu tiên năm 1886.